# Goodyear Inflatoplane
Pour les articles homonymes, voir Goodyear.

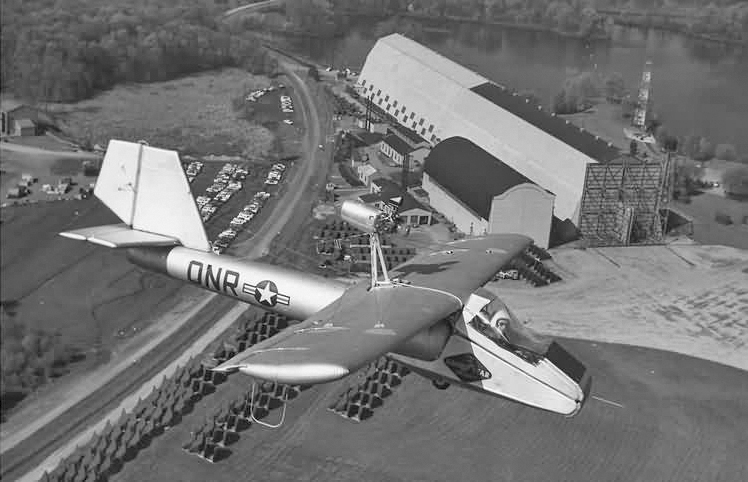
Goodyear Inflatoplane.

Le Goodyear Inflatoplane est un avion expérimental gonflable conçu en 1955 par la Goodyear Aircraft Company, une filiale de Goodyear Tire & Rubber et construit au moins en deux versions GA-468 (monoplace) et GA-466 (biplace). Il est d'un encombrement initial réduit et déployable grâce à une bonbonne de dioxyde de carbone et dont le moteur assurait la rigidité une fois en vol.
L'armée des États-Unis, qui finançait la conception, a annulé le projet car l'usage militaire — par exemple le secours d'un pilote perdu en territoire ennemi après une éjection — était contrarié par la fragilité de l'appareil. Douze avions ont été produits entre 1955 et 1962.

## Conception

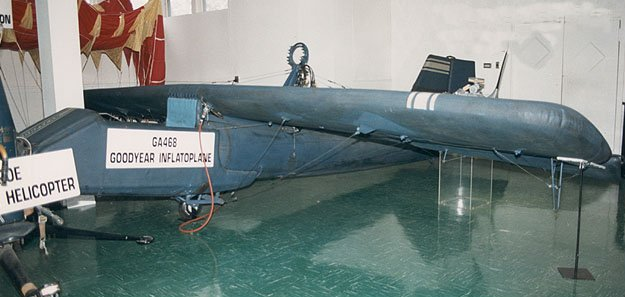
Goodyear GA-468 Inflatoplane exposé à la Smithsonian Institution à Washington.

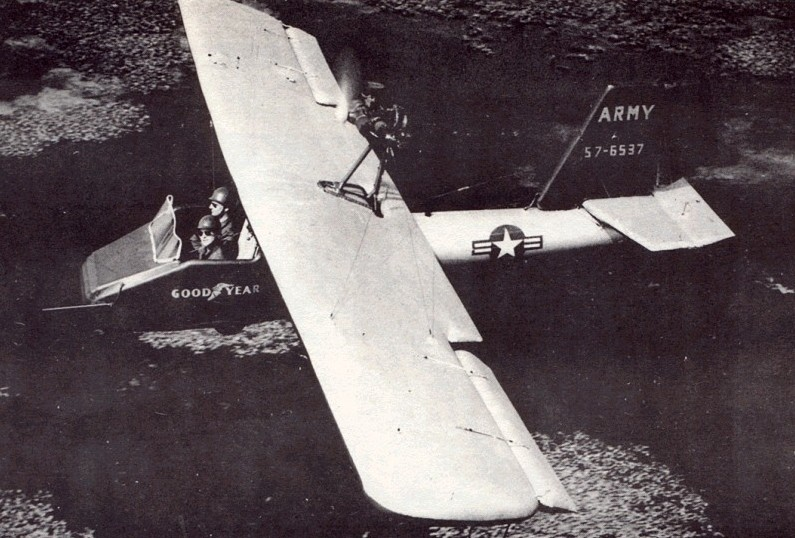
Goodyear Inflatoplane 466 en vol.

Le concept original d'un avion gonflable entièrement en tissu est basé sur les expériences de planeur en caoutchouc gonflable de Taylor McDaniel en 1931 aux États-Unis. Par ailleurs, le commissariat de l’industrie lourde de l'Union Soviétique essaya en 1935 ce concept dans le cadre d'un projet de P. Gorokhovsky destiné à l'Armée rouge qui n'eut pas de suite concrète.
Le Goodyear Inflatoplane est conçu et construit en 1956, en trois mois, pour être utilisé par l'armée comme avion de sauvetage largué dans un conteneur derrière les lignes ennemies ; ce conteneur, d'1,25 m3, peut également être transporté par camion, remorque de jeep ou avion.  
La surface gonflable de l'avion est en fait un sandwich de deux matériaux de type caoutchouc reliés par une maille de fils de nylon, formant une poutre en I. Lorsque le nylon est exposé à l'air, il repousse l'eau en se raidissant, donnant alors à l'aéronef sa forme et sa rigidité. L'intégrité structurelle est conservée en vol par de l'air pulsé continuellement mis sous pression par le moteur de l'avion. Cette alimentation en pression continue donne à l'aéronef un certain degré de résistance à la perforation (des tests montraient qu'il pouvait être perforé par six balles de calibre .30-06 (7,62mm) sans perte de pression),
Le GA-468 est une version monoplace de l'avion, gonflable en cinq minutes à environ 172 kPa (25 psi) pour une envergure de 6,70 m. Le moteur Nelson deux temps de quarante chevaux est à démarrage manuel et la charge maximale d'un peu plus de 100 kg. Avec 76 l de carburant, l'avion pouvait parcourir un peu plus de 600 km à la vitesse moyenne de 116 km/h. Plus tard, la puissance a été amenée à 42 chevaux. L'appareil décolle en 76 mètres et atterrit en 107 m. La vitesse ascensionnelle est de 2,8 m/s et le plafond opérationnel estimé à 3 000 m.
Le GA-466, version biplace de l'aéronef, est 50,8 mm plus court mais son envergure est augmentée de 1,83 m. Il dispose d'un moteur McCulloch 4318 de soixante chevaux pour une charge totale de 336 kg. La vitesse moyenne est ramenée à 110 km/h tandis que le rayon d'action est désormais de 443 km.

## Aéronef en opération

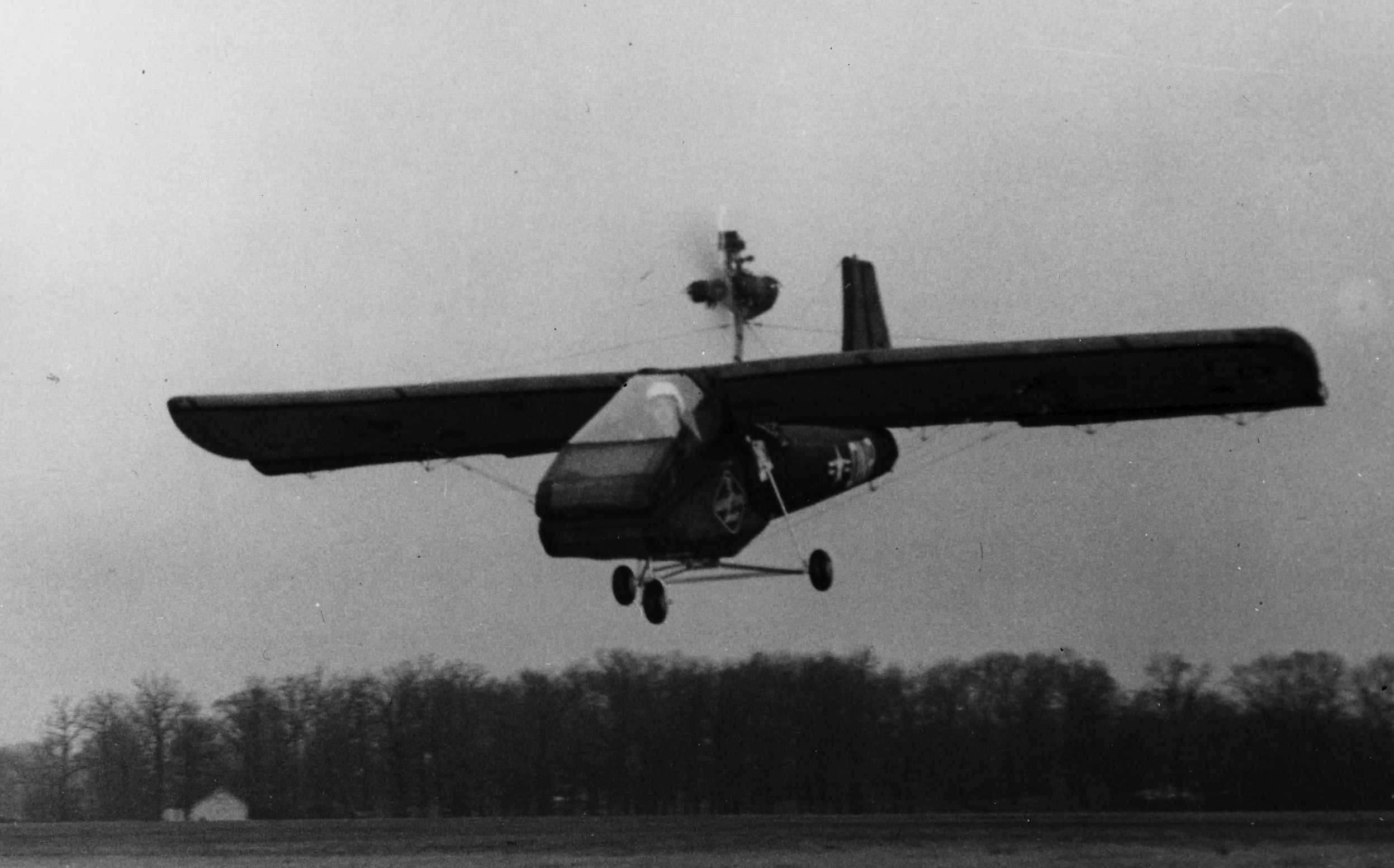
Goodyear Inflatoplane GA-447.

Le programme de test, dans les installations de Goodyear près de Wingfoot Lake à Akron dans l'Ohio, permet de constater que l'avion est structurellement performant avec une pression de 55 kPa (8 psi), moins qu'un pneu de voiture. 
Le programme d'essais en vol est stoppé après l'accident mortel dont est victime le lieutenant Wallace, dit « Pug ». Alors que l'avion effectue un virage en descente, un des câbles de commande sous l'aile se détache de la poulie et se coince dans le support de poulie, bloquant le manche. Le pilote ne peut empêcher le virage de se resserrer jusqu'au point où une des ailes se replie sur l'hélice et soit déchiquetée. Les ailes battant en raison de la perte d'air, un des patins en aluminium du bout d'aile heurte le pilote à la tête, comme le montrent les marques sur son casque. Wallace, projeté par-dessus le nez de l'avion, tombe dans le lac, son parachute ne s'ouvrant pas.  
Douze avions Goodyear ont été construits mais leur développement s'est poursuivi jusqu'à l'annulation définitive du projet en 1973. Goodyear a fait don de deux inflatoplanes à des musées, l'un se trouve donc au Franklin Institute de Philadelphie et l'autre à la Smithsonian Institution à Washington.

## Spécifications du Goodyear GA-468 Inflatoplane
Caractéristiques, : 
- équipage : 1
- longueur : 6,005 m
- envergure : 6,7 m
- surface ailaire : 10 m2
- poids à vide : 102 kg
- poids total en charge : 268 kg
- réservoir : 76 l (57 kg ou 20 gal)
- vitesse maximale : 116 km/h
- vitesse de croisière : 97 km/h
- rayon d'action : 630 km
- autonomie : 6 h 30
- altitude maximale : 3 000 mètres (9 843 pi)
- taux de montée : 2,8 m/s
- décollage : 76 m (250 ft)
- atterrissage : 107 m (350 ft)